# Чижевские
Чижевские (укр. Чижевські) — дворянский род.
Потомство Петра Лазаревича Чижевского, придворного «тенориста», которому императрица Елизавета Петровна в 1743 г. пожаловала потомственное дворянство. Род записан в I часть родословной книги Владимирской губернии.
Есть ещё несколько древних дворянских родов Чижевских «из польской шляхты», записанных в VI и I части родословной книги губерний Виленской, Киевской, Ковенской и Витебской, а равно и более позднего происхождения.

## Описание герба
В  серебряном поле означены пять Чижей летающих натурального цвета.
На щите дворянский коронованный шлем. Нашлемник: чиж. Намёт на щите зелёный, подложенный серебром. Герб внесен в I часть Гербовника, № 102.